# Aspidium spinulosum x cristatum
Aspidium spinulosum x cristatum là một loài dương xỉ trong họ Tectariaceae. Loài này được Lasch mô tả khoa học đầu tiên năm 1855.
Danh pháp khoa học của loài này chưa được làm sáng tỏ. 